# 澁谷梓希
澁谷 梓希（しぶや あずき、1993年8月11日 - ）は、日本の女性声優、DJ、歌手であり、アイドルグループ・i☆Risの元メンバー。埼玉県富士見市出身。81プロデュース所属。

## 略歴

### 生い立ち
子供時代は『となりのトトロ』、ディズニーアニメが好きだった。友人に合わせて『ポケットモンスター』といった日本のアニメも観ていたが、両親が積極的に勧めてくれたのが、ジブリとディズニーだったという。
小学6年生の時にテレビアニメ『テニスの王子様』の主人公の越前リョーマを演じているのが皆川純子だということを聞いて「女性がこんなカッコいい声を出せるのか」と衝撃を受けていた。中学生の頃にAAAの音楽に出会い、「歌って、こんなに楽しいんだ」ということを知り、それ以来「お芝居もしたいし歌も歌ってみたい」と思っていた。高校生になると、「今、どのくらいのレベルにいるんだろうということを試す」という意味もあり、声優だけでなく、色々オーディションを受けるようになっていたが、どれもいいところまで行っては落選していたという。
「もっと真剣にやらなければ」と思ったのは2011年の6月頃、急性散在性脳脊髄炎を患って1ヶ月ほど入院したことがあり、「人生の時間を無駄にせずに、ちゃんと生きなきゃ」と思っていた。その時にニコニコ生放送のバナーで見つけたのが、「アニソン・ヴォーカルオーディション」であり、高校3年生の2月の18歳の時に「アニソン・ヴォーカルオーディション」に応募。

### キャリア
2021年3月31日まで大手レコード会社エイベックスと、声優事務所81プロデュースがタッグを組んで開催した「アニソン・ヴォーカルオーディション」の合格者6名にて結成されたユニット、i☆Risのメンバーとしても活動していた(後述)。
2013年11月20日、ソロ曲「EDGE OF HEAVEN」を発表した。
2016年、第10回声優アワードにて、i☆Risの一員として歌唱賞を受賞。
2018年4月11日から2018年6月26日までイケメン女子グループTHE HOOPERSに期間限定メンバーとして活動していた。
2021年3月31日、個人の芸能活動に専念するためとしてi☆Risから卒業、エイベックス・ピクチャーズを退所した。
2023年6月16日、同年12月末日をもって声優活動の無期限休止を発表。AZK名義の活動のうち、DJは引退、アーティストとしての楽曲の制作や歌唱は継続する。
2024年1月1日、Em4NiK4名義でのDJ活動を開始。
2024年2月24日、AZK名義でのDJ活動を再開。Em4Nik4名義でのDJ活動はAZKではできなかった新しい活動や挑戦をしていくスタイルで並行。
2025年1月6日、声優活動を再開することを公表。

## 人物
声優、ユニット活動に加え、DJとしては、様々なクラブイベントで活躍。
アイドルグループ「Tokyo Cheer② Party」のメンバー・芦原優愛は高校時代の同級生。
弟がいる。

### 趣味・嗜好
特技はエレクトーンで、好きなアニメソングは「太陽曰く燃えよカオス」。趣味は歌ってみた。
趣味が多く何でも興味が湧き、始めるとエンドレスループになるという。2015年時点では以前はファン、スタッフから「中途半端になる」と言われていたが、語れる程度には熱中し、ジャンルが幅広いため、予想外のところで何かに繋がるという。
洋服が好きなため、2015年時点ではああいう番組を見ているところ、「出てみたいな〜」と思い、誰かの洋服コーデをするなど「やってみたいな」と思うという。
昔から舞台を観るのが好きだったため、舞台にも憧れており、初めて行ったのは宝塚歌劇団。
一人称は「ぼく」、「わたし」、「ず」。男装が好きで、特に風男塾が好きであり、中学生だったことからウィッグなどは買えなかったが、男装風に写真を撮ったりしていたという。ウィッグが買えるようになってからはメイクも学び、2015年時点では率先して男装する側となったという。以前は男装をしてもレスポンスが返ってこなかったが、ファンが反応してくれることから余計に楽しくなったという。2016年時点では髪を切ってイメチェンして、カワイいアイドルからイケメン王子様キャラになったが、元々i☆Risに加入した頃から、「カッコいいキャラでやりたい」と思っていたという。しかし「アイドルとして頑張らなきゃ、アイドルだからカワイくしてなきゃいけない」という葛藤があったという。後述のツアー当時はロングのツインテールだったが、色々思うところがあり、ツアー最終日の次の日に髪を切ってからスイッチが入った感じだという。自分がこうありたいということをスタッフに話していたところ、「お前のやりたい方向でやって良いよ」と受け入れてもらえたという。

### i☆Risとして
「i☆Ris」でのイメージカラーはイエロー、チャームポイントは八重歯。
当時は前述のとおり、入院して受験も就活もできなかったため、「最後にこのオーディションに賭けてみよう」と母に相談していたところ、「いいところまでは行くんじゃない？」と言われていたが、合格してしまって「人生を賭けると奇跡が起こるんだな」と思っていたという。そのオーディションの要項にも「アイドルやります」とは書いておらず、当初は皆「あ、グループなんだ」と戸惑ったといい、その頃は「まとまりのない個性の集まり」だったように思っていたという。また「合格した」というだけで気持ちが舞い上がって、メンバーへのリスペクトも少なかったという。
山北早紀によると、オーバーオール着て、前髪ぱっつんで三つ編みしており、かなり目立ってたという。
澁谷にとってのインパクトは、芹澤優で、自信がすごく、オーディションの時から印象に残っていたという。芹澤にいると結成当初皆に話かけてくれたという。
デビューして1年少しからも普通に「辞めたい」と言っており、『プリパラ』以前はあまり仕事もなく、考える時間だけはあるという状態だった。その時に色々考え込むうちにi☆Risとして活動しているのかわからなくなっていたという。
その頃、スタッフが相談に乗ってくれた上で喝を入れてくれたことと、2015年のツアーライブ「i☆Ris 1st Live Tour 2015 〜We are i☆Ris!!!〜」を回ったことで意識が変わったという。
山北によると、澁谷が卒業する話を初めて聞いた時には「10周年を目前にして何で!?」と受け入れられなかった。メンバーの皆は「ずっちゃんがそう言うのなら仕方ない」と受け入れていたが、山北はすぐには腑に落ちなく、「残ってほしい」と涙を流しながら訴えていた。しかし澁谷の思いは変わらず、山北の涙をもってしても、「彼女の意思は固いんだな」と思ったという。
久保田未夢も「ここまで6人でやってきたから、i☆Risである限り、6人で活動していくものだ」と思っており、「卒業」という言葉を聞いた時は驚いていたという。
茜屋日海夏によるとi☆Risでのポジションは「お母さん」と例えていた。

## 出演
太字はメインキャラクター。

### テレビアニメ
2013年
- 這いよれ! ニャル子さんW（メイド、店員）
- プリティーリズム・レインボーライブ（客4）

2014年
- めいたんていラスカル（ピーちゃん）
- プリパラ（2014年 - 2017年、ドロシー・ウェスト、女の子）

2015年
- ガッチャマン クラウズ インサイト（名尾さおり）
- GATE 自衛隊 彼の地にて、斯く戦えり（2015年 - 2016年、パナシュ・フレ・カルギー） - 2シリーズ
- 電波教師（ケンジ）
- Dance with Devils（女子生徒）

2016年
- 舟を編む（海くん）

2017年
- 笑ゥせぇるすまんNEW（OL）
- アイドルタイムプリパラ（2017年 - 2018年、先生、ドロシー・ウェスト、ピツジ）
- ブラッククローバー（2017年 - 2020年、ニック）

2018年
- 斉木楠雄のΨ難（女性A）
- 鹿楓堂よついろ日和（八京〈幼少期 / 中学生〉）
- ぐらんぶる（ティンカーベル部員B）
- キラッとプリ☆チャン（2018年 - 2021年、明日香ルゥ、ファン、男の子、イヌコ、イガちゃん）

2019年
- KING OF PRISM -Shiny Seven Stars-（西園寺きらり）
- 限界アニメ 松山あおい物語（ナレーション、緑ダルマ、紫ダルマ、研修生）

2021年
- 魔入りました!入間くん（シーダ）

2022年
- BIRDIE WING -Golf Girls' Story-（佐藤和子）

### 劇場アニメ
- プリパラシリーズ（2015年 - 2025年、ドロシー・ウェスト[43][44][45][46]） - 6作品
- KING OF PRISM -PRIDE the HERO-（2017年、歓声）
- ラブライブ!サンシャイン!! The School Idol Movie Over the Rainbow（2019年、女子生徒）

### Webアニメ
- 観光大戦SAITAMA〜サクヤの戦い〜（2011年、サクヤ[47]）
- B: The Beginning（2018年、カザン）
- アイドルランドプリパラ（2021年、ドロシー・ウェスト）

### ゲーム
2013年
- メタルマックス4 〜月光のディーヴァ〜（ユズ）

2014年
- プリパラ（ドロシー）

2015年
- 俺タワー -Over Legend Endless Tower-（フェラーバンチャー、ロータリーパーカッションドリル、ミニアスファルトフィニッシャー）
- ガーディアンクラッシュ（アーリン）

2016年
- ガンダムコンクエスト（グリーンオペレーター）
- SOUL REVERSE ZERO（メデイア、ヴィヴィアン、アンドロメダ）

2018年
- プリパラ オールアイドルパーフェクトステージ!（ドロシー・ウェスト）
- SHOW BY ROCK!!（カワアズン）

2019年
- クイーンズブレイド WHITE TRIANGLE（ジョーン）
- グランドサマナーズ（ミズキ）

2020年
- Root Film ルートフィルム（金手杏一）

2021年
- 白猫プロジェクト（ガオシー）
- DCスーパーヒーローガールズ ティーンパワー（ザターナ / ズィー・ザタラ）

2023年
- アイドルランドプリパラ（ドロシー・ウェスト）

### ドラマCD
- エビアンワンダーREACT（2014年、子供、村人） - コミックス「エビアンワンダーコンプリート」特別付録ドラマCD[55]
- 第38期 藍本女子高等学校生徒会活動日誌 あいぽん（2014年 - 2015年、近藤真紀） - i☆Ris 2nd Anniversary Live〜Dream Evolution〜入場者に配布された非売品、漫画単行本の付属ドラマCD
- 騎士にくちづけ（2014年、パニーラ） - コミックス「Landreaall」25巻限定版特別付録ドラマCD
- 世界最強の魔王ですが誰も討伐しにきてくれないので、勇者育成機関に潜入することにしました。ドラマCD「魔王様監督? 適性試験実施」（2020年、ジュリアン[56]）

### デジタルコミック
- 電音部 コミックムービー（2020年、灰島銀華）

### 吹き替え

#### 映画
- ジェサベル（2015年、ロザウラ）[6]
- オールド・ガード（2020年、ナイル・フリーマン〈キキ・レイン〉）
- 海底47m 古代マヤの死の迷宮（2021年、アレクサ〈ブリアンヌ・チュー〉[57]）

#### アニメ
- ライオン・ガード（2016年、バンガ）
- サーフズ・アップ2（2017年、コディの母）
- ダックテイルズ（2018年、ウェビー[58]）
- ミッキーマウスとロードレーサーズ（2018年、クッコーロカ〈2代目〉）
- スプーキッズ（2019年、キュラ）
- DCスーパーヒーロー・ガールズ（2020年、ズィー / ザターナ[59]）
- ミッキーマウス ミックス・アドベンチャー（2020年、クッコーロカ）

### インターネットテレビ
- 気ままに9129大合奏！Byスッポン放送（ニコニコ生放送：2015年11月6日、12月4日、2016年1月29日、2月23日など）
- プリパラ・キラッとプリ☆チャン特別番組(TSUTAYA TV：2019年1月7日[60][61]）
- ガチi☆Ris（2019年 - 、ニコニコチャンネル）[62]

### ラジオ
※はインターネット配信。
- A&G ARTIST ZONE i☆Risの2h（2013年 - 2014年、超!A&G+※） - i☆Risメンバーによる交代制パーソナリティ[63]
- DIVE II Station NewGenerations!（2015年、文化放送） - 5月度パーソナリティ
- 黒崎さんち（2017年 - 2019年、超!A&G+※） - 黒崎真音と共演[64]
- 81チャン澁谷梓希のにじそん!for Boys（2018年 - 2019年、i-dio アニソンHOLIC）[65]
- &キャスト!!!アワー クイーンズブレイド TRIANGLE スクランブル（2018年 - 2020年、&CAST!!!、文化放送）[66]
- Voice Actors RADIO R-5・81（2019年 - 、FM NACK5）[67]

### 舞台
- アリスインプロジェクト「クォンタム・ドールズ[68]」（2016年1月6日 - 11日、西新宿・新宿村LIVE） - 八咫烏 役
- ライブミュージカル「プリパラ」み〜んなにとどけ！プリズム☆ボイス（2016年2月4日 - 7日、Zeppブルーシアター六本木） - ドロシー・ウェスト 役[69]
- ライブミュージカル「プリパラ」み〜んなにとどけ！プリズム☆ボイス2017（2017年1月26日 - 29日、Zeppブルーシアター六本木） - ドロシー・ウェスト 役[70]
- SEPT Vol.7〜FATALISM〜（2017年8月2日 - 7日、博品館劇場）[71]

### オーディオブック
- 世界最強の魔王ですが誰も討伐しにきてくれないので、勇者育成機関に潜入することにしました。1〜2（2020年、ジュリアン[72][73]）

### その他コンテンツ
- 成蹊学園オリジナル3Dプロジェクションマッピング『春二先生と夢の教室』（2015年、桃） - 成蹊小学校100周年記念 ホームカミング成蹊桜祭にて上映
- キャラクタープロジェクト『電音部』（2020年、灰島銀華[74]）

## ディスコグラフィ

### キャラクターソング
| 発売日         | 商品名 | 歌 | 楽曲 | 備考                                                                           |
| -------------- | --- | --- | --- | ------------------------------------------------------------------------------ |
| 2015年2月11日  | プリパラ アイドルソング♪コレクション byシオン&ドロシー&レオナ                                                                  | Dressing Pafé | 「No D&D code」 「CHANGE! MY WORLD」 | テレビアニメ『プリパラ』挿入歌                                                 |
| 2015年4月2日   | プリパラ ヘッドフォン&プリパラゲームミュージックコレクション プレミアムセット 付属CD「プリパラゲームミュージックコレクション」 | Dressing Pafé | 「ガムシャランホイ」 | ゲーム『プリパラ』関連曲                                                       |
| 2015年6月17日  | プリパラ☆ミュージックコレクション                                                                                              | SoLaMiDressing | 「Love friend style」 「Realize!」 | テレビアニメ『プリパラ』挿入歌                                                 |
| 2015年6月17日  | プリパラ☆ミュージックコレクション                                                                                              | SoLaMiDressing&Falulu | 「Make it!」 | テレビアニメ『プリパラ』挿入歌                                                 |
| 2015年9月11日  | 劇場版プリパラ み〜んなあつまれ！プリズム☆ツアーズ テラコズミック☆スペシャルツアーセット 特典CD                                | SAINTS、SoLaMiDressing | 「Make it! -SAINTS & SoLaMiDressing ver.-」 | 劇場アニメ『劇場版プリパラ み〜んなあつまれ！プリズム☆ツアーズ』挿入歌         |
| 2015年10月14日 | プリパラ ドリームソング♪コレクション -SUMMER-                                                                                  | ドレッシングふらわー | 「トンでもSUMMER ADVENTURE」 | テレビアニメ『プリパラ』挿入歌                                                 |
| 2015年11月25日 | レインボウ・メロディー♪ | プリパラドリーム☆オールスターズ                                                                                            | 「レインボウ・メロディー♪」 | テレビアニメ『プリパラ』エンディングテーマ                                     |
| 2015年11月25日 | レインボウ・メロディー♪ | SoLaMiDressing | 「ラッキー！サプライズ☆バースデイ –for Laala-」 | テレビアニメ『プリパラ』挿入歌                                                 |
| 2015年12月23日 | プリパラ ドリームソング♪コレクション -AUTUMN-                                                                                  | コズミックオムライスダ・ヴィンチ                                                                                           | 「オムオムライス」 | テレビアニメ『プリパラ』挿入歌                                                 |
| 2015年12月23日 | プリパラ ドリームソング♪コレクション -AUTUMN-                                                                                  | らぁら（茜屋日海夏）、ドロシー（澁谷梓希）、みかん（渡部優衣)                                                              | 「ぱぴぷぺ☆POLICE!」 | テレビアニメ『プリパラ』挿入歌                                                 |
| 2016年2月24日  | GATE 自衛隊 彼の地にて、斯く戦えり キャラクターソング・アルバム vol.2                                                          | ピニャ（戸松遥）、ハミルトン（葉山いくみ）、ボーゼス（内山夕実）、パナシュ（澁谷梓希）                                     | 「誓いの薔薇」 | テレビアニメ『GATE 自衛隊 彼の地にて、斯く戦えり』関連曲                       |
| 2016年6月22日  | プリパラ☆ミュージックコレクション season.2                                                                                     | ドロシー・ウェスト（澁谷梓希）、レオナ・ウェスト（若井友希）                                                               | 「Twin mirror♥compact」 | テレビアニメ『プリパラ』挿入歌                                                 |
| 2016年6月22日  | プリパラ☆ミュージックコレクション season.2                                                                                     | ふれんど〜る、セレパラ歌劇団                                                                                               | 「アラウンド・ザ・プリパランド！」 | テレビアニメ『プリパラ』挿入歌                                                 |
| 2016年6月22日  | プリパラ☆ミュージックコレクション season.2                                                                                     | ふれんど〜る | 「ドリームパレード」 | テレビアニメ『プリパラ』挿入歌                                                 |
| 2016年9月30日  | 映画プリパラ み〜んなのあこがれ♪レッツゴー☆プリパリ Blu-ray 初回生産限定特装版 特典CD                                          | Dressing Pafé | 「ドリームパレード -Dressing Pafe Ver.-」 | 劇場アニメ『映画プリパラ み〜んなのあこがれ♪レッツゴー☆プリパリ』挿入歌        |
| 2016年9月30日  | 映画プリパラ み〜んなのあこがれ♪レッツゴー☆プリパリ Blu-ray 初回生産限定特装版 特典CD                                          | プリパラ☆オールアイドル's                                                                                                  | 「オールアイドル組曲 プリシャス♪」 | 劇場アニメ『映画プリパラ み〜んなのあこがれ♪レッツゴー☆プリパリ』挿入歌        |
| 2016年11月23日 | Growin' Jewel! | SoLaMiDressing | 「Growin' Jewel!」 | テレビアニメ『プリパラ』エンディングテーマ                                     |
| 2016年11月23日 | Growin' Jewel! | Dressing Pafé | 「Growin' Jewel!」 | テレビアニメ『プリパラ』エンディングテーマ                                     |
| 2016年12月23日 | プリパラソング♪コレクション 1stステージ                                                                                        | 「ラン♪ for ジャンピン！」                                                                                                 | テレビアニメ『プリパラ』挿入歌 |                                                                                |
| 2016年12月25日 | PriPara Music Collection vol.1                                                                                                 | ドロシー（澁谷梓希） | 「ガムシャランホイ」 「放課後ハートフルダッシュ」 | ゲーム『プリパラ』関連曲                                                       |
| 2016年12月25日 | PriPara Music Collection vol.1                                                                                                 | シオン（山北早紀）、ドロシー（澁谷梓希）、レオナ（若井友希）                                                               | 「放課後ハートフルダッシュ」 | ゲーム『プリパラ』関連曲                                                       |
| 2016年12月25日 | PriPara Music Collection vol.2                                                                                                 | シオン（山北早紀）、ドロシー（澁谷梓希）、レオナ（若井友希）                                                               | 「GoGo!プリパライフ」 | ゲーム『プリパラ』関連曲                                                       |
| 2016年12月25日 | PriPara Music Collection vol.2                                                                                                 | ドロシー（澁谷梓希） | 「GoGo!プリパライフ」 「ハロハロフレンズ 」 | ゲーム『プリパラ』関連曲                                                       |
| 2016年12月25日 | PriPara Music Collection vol.2                                                                                                 | らぁら（茜屋日海夏）、みれぃ（芹澤優）、そふぃ（久保田未夢）、シオン（山北早紀）、ドロシー（澁谷梓希）、レオナ（若井友希） | 「ハロハロフレンズ 」 | ゲーム『プリパラ』関連曲                                                       |
| 2017年4月19日  | 劇場版プリパラ み〜んなでかがやけ！キラリン☆スターライブ！ SONG COLLECTION                                                     | スーパープリパラ☆オールアイドル's                                                                                          | 「ぷりぱら☆ララン」 | 劇場アニメ『劇場版プリパラ み〜んなでかがやけ！キラリン☆スターライブ！』挿入歌 |
| 2017年6月30日  | プリパラ ULTRA MEGA MIX COLLECTION                                                                                             | SoLaMiDressing、ファルル（赤﨑千夏）                                                                                       | 「Make it!（90'S Pop Techno Remix）」 | テレビアニメ『プリパラ』関連曲                                                 |
| 2017年6月30日  | プリパラ ULTRA MEGA MIX COLLECTION                                                                                             | Dressing Pafé | 「No D&D code（Y&Co. Hard Dance Remix）」 「CHANGE! MY WORLD（Blacklolita Future Bass Remix）」                                                                                            | テレビアニメ『プリパラ』関連曲                                                 |
| 2017年6月30日  | プリパラ ULTRA MEGA MIX COLLECTION                                                                                             | 真中らぁら（茜屋日海夏）、ドロシー・ウェスト（澁谷梓希）、白玉みかん（渡部優衣)                                            | 「ぱぴぷぺ☆POLICE!（80'S Style Remix）」 | テレビアニメ『プリパラ』関連曲                                                 |
| 2017年6月30日  | プリパラ ULTRA MEGA MIX COLLECTION                                                                                             | ドレッシングふらわー | 「トンでもSUMMER ADVENTURE（Extra Drop Mix）」 | テレビアニメ『プリパラ』関連曲                                                 |
| 2017年6月30日  | プリパラ ULTRA MEGA MIX COLLECTION                                                                                             | SoLaMiDressing | 「Love friend style（DJ Shimamura's Hardcore Rave Remix）」 | テレビアニメ『プリパラ』関連曲                                                 |
| 2017年7月26日  | アイドル:タイム!! | SoLaMiDressing | 「アイドル:タイム!!」 | テレビアニメ『アイドルタイムプリパラ』エンディングテーマ                       |
| 2017年9月20日  | プリパラ☆ミュージックコレクション season.3                                                                                     | SoLaMi♡SMILE、Dressing Pafé、NonSugar、Tricolore、Gaarmageddon、UCCHARI BIG-BANGS                                          | 「組曲フォーエバー☆フレンズ〜インターリュード〜「メモリーズ・メドレー」」 「組曲フォーエバー☆フレンズ〜第三楽章〜「My Friend, Dear Friend」 〜第四楽章〜「ウィー・アー・ザ・フレンズ！」」 | テレビアニメ『プリパラ』挿入歌                                                 |
| 2017年12月8日  | プリパラ ULTRA MEGA MIX COLLECTION Vol.2                                                                                       | ふれんど〜る | 「ドリームパレード（DJ BOSS 90's Pop Techno Remix）」 | テレビアニメ『プリパラ』関連曲                                                 |
| 2017年12月8日  | プリパラ ULTRA MEGA MIX COLLECTION Vol.2                                                                                       | ドロシー（澁谷梓希）、レオナ（若井友希）                                                                                   | 「Twin mirror♥compact（Taku Inoue Future Remix）」 | テレビアニメ『プリパラ』関連曲                                                 |
| 2017年12月8日  | プリパラ ULTRA MEGA MIX COLLECTION Vol.2                                                                                       | コズミックオムライスダ・ヴィンチ                                                                                           | 「オムオムライス（DELACTION Remix）」 | テレビアニメ『プリパラ』関連曲                                                 |
| 2017年12月8日  | プリパラ ULTRA MEGA MIX COLLECTION Vol.2                                                                                       | SoLaMiDressing | 「ラッキー！サプライズ☆バースデイ（Y&Co. 80's Factory Remix）」 | テレビアニメ『プリパラ』関連曲                                                 |
| 2017年12月8日  | プリパラ ULTRA MEGA MIX COLLECTION Vol.2                                                                                       | ふれんど〜る、セレパラ歌劇団                                                                                               | 「アラウンド・ザ・プリパランド！（DJ BOSS Cyber Remix）」 | テレビアニメ『プリパラ』関連曲                                                 |
| 2018年1月26日  | プリパラ ULTRA MEGA MIX COLLECTION Vol.3                                                                                       | Dressing Pafé | 「ラン♪ for ジャンピン！（Blacklolita Bit Future Remix）」 | テレビアニメ『プリパラ』関連曲                                                 |
| 2018年1月26日  | プリパラ ULTRA MEGA MIX COLLECTION Vol.3                                                                                       | SoLaMiDressing | 「Growin' Jewel!（Y&Co. 80's Eurobeat Remix）」 | テレビアニメ『プリパラ』関連曲                                                 |
| 2018年1月26日  | プリパラ ULTRA MEGA MIX COLLECTION Vol.3                                                                                       | スーパープリパラ☆オールアイドル's                                                                                          | 「ぷりぱら☆ララン（DJ Noriken Hardcore Mix）」 | テレビアニメ『プリパラ』関連曲                                                 |
| 2018年6月27日  | アイドルタイムプリパラ☆ミュージックコレクション                                                                                | Dressing Pafé | 「Get Over Dress-code」 | テレビアニメ『アイドルタイムプリパラ』挿入歌                                   |
| 2018年6月27日  | アイドルタイムプリパラ☆ミュージックコレクション                                                                                | SoLaMiDressing | 「Memorial」 | テレビアニメ『アイドルタイムプリパラ』挿入歌                                   |
| 2018年11月28日 | アイドルタイムプリパラ ULTRA MEGA MIX COLLECTION                                                                               | Dressing Pafé | 「Get Over Dress-code（Blacklolita Bit Future Remix）」 | テレビアニメ『アイドルタイムプリパラ』関連曲                                   |
| 2018年11月28日 | アイドルタイムプリパラ ULTRA MEGA MIX COLLECTION                                                                               | SoLaMiDressing | 「Memorial（Y&Co. Eurobeat Remix）」 | テレビアニメ『アイドルタイムプリパラ』関連曲                                   |
| 2018年12月10日 | GAME PriPara Music Collection vol.4                                                                                            | らぁら（茜屋日海夏）、みれぃ（芹澤優）、そふぃ（久保田未夢）、シオン（山北早紀）、ドロシー（澁谷梓希）、レオナ（若井友希） | 「Yeah!Yeah!☆IDOLPARTY」 | ゲーム『プリパラ』関連曲                                                       |
| 2018年12月10日 | GAME PriPara Music Collection vol.4                                                                                            | ドロシー（澁谷梓希） | 「Yeah!Yeah!☆IDOLPARTY」 | ゲーム『プリパラ』関連曲                                                       |
| 2019年9月11日  | プロミス！リズム！パラダイス！                                                                                                 | ドロマゲドン・ひ | 「スター☆ア・ラ・カルト」 | テレビアニメ『プリパラ』関連曲                                                 |
| 2019年9月11日  | プロミス！リズム！パラダイス！                                                                                                 | ドロシー・ウェスト（澁谷梓希）、レオナ・ウェスト（若井友希）                                                               | 「Ha Cha Me Cha テレパシー」 | テレビアニメ『プリパラ』関連曲                                                 |
| 2019年9月11日  | プロミス！リズム！パラダイス！                                                                                                 | PRI-Crew Friends | 「Crew-Sing! Friend-Ship♡」 | テレビアニメ『プリパラ』関連曲                                                 |
| 2019年12月25日 | クイーンズブレイド WHITE TRIANGLE キャラクターソングアルバム Trust                                                             | 不思議な猫（田村ゆかり）、TRIANGLE                                                                                         | 「Trust（Complete Edition）」 | ゲーム『クイーンズブレイド WHITE TRIANGLE』関連曲                              |
| 2019年12月25日 | クイーンズブレイド WHITE TRIANGLE キャラクターソングアルバム Trust                                                             | ジョーン（澁谷梓希） | 「BADASS LOVE」 | ゲーム『クイーンズブレイド WHITE TRIANGLE』関連曲                              |
| 2019年12月25日 | クイーンズブレイド WHITE TRIANGLE キャラクターソングアルバム Trust                                                             | TRIANGLE | 「TRIPIECE」 「Trust (Original Edition)」 | ゲーム『クイーンズブレイド WHITE TRIANGLE』関連曲                              |
| 2020年12月23日 | New Palace | 灰島銀華（澁谷梓希） | 「Haiiro no kokoro（Prod. パソコン音楽クラブ）」 | 『電音部』関連曲                                                               |
| 2020年12月23日 | New Palace | 黒鉄たま（秋奈）、白金煌（小宮有紗）、灰島銀華（澁谷梓希）                                                                 | 「Where Is The Love（feat. Shogo & 早川博隆）」 | 『電音部』関連曲                                                               |
| 2021年6月23日  | キラッとプリ☆チャン♪ソングコレクション 〜 from PRI☆CHAN LAND 〜                                                                | おしゃまトリックス | 「いたずらカーニバル!!」 | テレビアニメ『キラッとプリ☆チャン』挿入歌                                      |
| 2021年6月30日  | 電音部 ベストアルバム -シーズン.0-                                                                                             | 灰島銀華（澁谷梓希） | 「KOI WAZURAI（feat. OHTORA & maeshima soshi）」 | 『電音部』関連曲                                                               |
| 2022年5月8日   | IAM（feat. Shogo, Tsubasa） | 黒鉄たま（秋奈）、白金煌（小宮有紗）、灰島銀華（澁谷梓希）                                                                 | 「IAM（feat. Shogo, Tsubasa）」 | 『電音部』関連曲                                                               |
| 2022年5月15日  | 麻布アウトバーン（Prod. ケンモチヒデフミ）                                                                                     | 黒鉄たま（秋奈）、白金煌（小宮有紗）、灰島銀華（澁谷梓希）                                                                 | 「麻布アウトバーン（Prod. ケンモチヒデフミ）」 | 『電音部』関連曲                                                               |
| 2022年6月29日  | 電音部 ベストアルバム -シーズン.1-The Lights                                                                                   | 外神田文芸高校、神宮前参道學園、港白金女学院、帝音国際学院                                                                 | 「You Are The Light」 | 『電音部』関連曲                                                               |
| 2022年6月29日  | 電音部 ベストアルバム -シーズン.1-The Lights                                                                                   | 灰島銀華（澁谷梓希） | 「Night Flying（feat. banvox）」 「ウサギとカメ（Prod. PARKGOLF）」 | 『電音部』関連曲                                                               |
| 2022年6月29日  | 電音部 ベストアルバム -シーズン.1-The Lights                                                                                   | 黒鉄たま（秋奈）、白金煌（小宮有紗）、灰島銀華（澁谷梓希）                                                                 | 「twilight（Prod. Tomggg）」 「Love me harder（feat. Shogo & 早川博隆）」 | 『電音部』関連曲                                                               |
| 2022年6月29日  | 電音部 ベストアルバム -シーズン.1-The Lights                                                                                   | 白金煌（小宮有紗）、灰島銀華（澁谷梓希）                                                                                   | 「Misty Love（Prod. ハレトキドキ）」 | 『電音部』関連曲                                                               |
| 2024年11月13日 | プリパラ ソング♪コレクション Melody Moments!                                                                                   | Dressing Pafé | 「Breaking Bloom!!!」 「Stay Tuned」 | 『プリパラ』関連曲                                                             |
| 2024年11月13日 | アイドルランドプリパラ ソング♪コレクション OPEN DREAM LAND!                                                                    | Dressing Pafé | 「My Way Star☆」 | Webアニメ『アイドルランドプリパラ』エンディングテーマ・挿入歌                  |